# Indargi, Koppal
Indargi là một làng thuộc tehsil Koppal, huyện Koppal, bang Karnataka, Ấn Độ.